# Samsung Galaxy J7 (2016)
Il Samsung Galaxy J7 (2016) è uno smartphone Android di fascia media prodotto da Samsung, facente parte della serie Galaxy J.
In base alla versione, può essere dotato o meno di dual SIM (Duos), di NFC e di chipset Snapdragon o Exynos.

## Caratteristiche tecniche

### Hardware
Il Galaxy J7 (2016) è uno smartphone con form factor di tipo slate, misura 151.7 x 76 x 7.8 millimetri e pesa 170 grammi.
Il dispositivo è dotato di connettività GSM, HSPA, LTE, di Wi-Fi 802.11 b/g/n con supporto a Wi-Fi Direct e hotspot, di Bluetooth 4.1 con A2DP, di GPS con A-GPS, GLONASS e BDS, di NFC (solo in alcune versioni) e di radio FM. Ha una porta microUSB 2.0 OTG ed un ingresso per jack audio da 3.5 mm.
Il Galaxy J7 (2016) è dotato di schermo touchscreen capacitivo da 5.5 pollici di diagonale, di tipo S-AMOLED con aspect ratio 16:9 e risoluzione 720 x 1280 pixel (densità di 267 pixel per pollice). Il frame laterale è in alluminio, il retro è in plastica. La batteria agli ioni di litio da 3300 mAh è removibile dall'utente.
Il chipset è un Exynos 7870 Octa o Snapdragon 617 (in base alla versione), con CPU octa-core formata in entrambi i casi da 8 Cortex-A53 e GPU Adreno 405 o Mali-T830 MP1. La memoria interna è una eMMC 5.1 da 16 GB, mentre la RAM è di 2 GB.
La fotocamera posteriore ha un sensore da 13 megapixel, dotato di autofocus, HDR e flash LED, in grado di registrare al massimo video full HD a 30 fotogrammi al secondo, mentre la fotocamera anteriore è da 5 megapixel, con flash LED.

### Software
Il sistema operativo è Android, in versione 6.0.1 Marshmallow, aggiornabile ufficialmente fino a 8.1 Oreo.
Le patch di sicurezza sono aggiornate al 1 novembre 2019.
Ha l'interfaccia utente TouchWiz, che diventa Samsung Experience con l'aggiornamento a Nougat.

## Varianti

### Galaxy J7 Prime
Il Samsung Galaxy J7 Prime è una versione "aggiornata" del J7 (2016), dal quale differisce principalmente per la presenza del solo chipset Exynos, di uno schermo full HD, di una fotocamera anteriore da 8 megapixel (anziché 5), di 3 GB di RAM e di un taglio da 32 GB di memoria interna e di un sensore d'impronta digitale anteriore.